# مانه وی
مانه وی (به لاتین: Manevy) یک منطقهٔ مسکونی در ماداگاسکار است که در بخش آمبوآساری سود واقع شده‌است. مانه وی ۹٬۰۰۰ نفر جمعیت دارد و ۶۲۰ متر بالاتر از سطح دریا واقع شده‌است.